# Burnbridge (Luisiana)

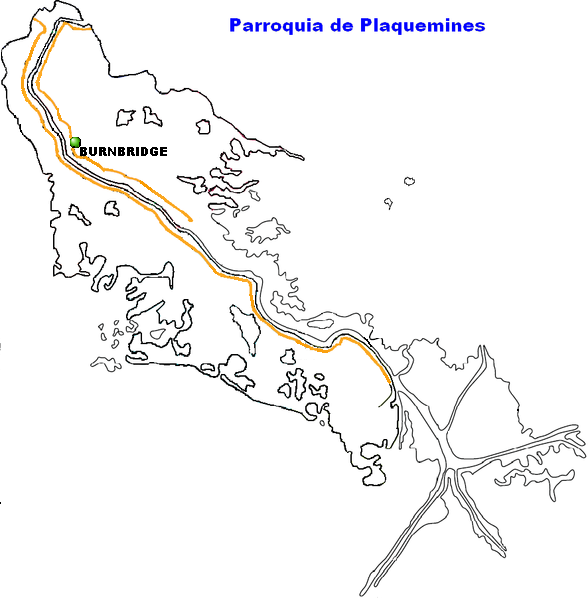
Localización de Burnbridge en el mapa de la Parroquia de Plaquemines.

Burnbridge es una pequeña comunidad ubicada sobre el delta del río Misisipi, no debe confundirse con la vecina comunidad de Burbridge, dentro de la parroquia de Plaquemines, en el estado de Luisiana, Estados Unidos.

## Geografía
La localidad de Burnbridge se localiza en 29°40′39″N 89°57′14″O / 29.67750, -89.95389. Esta comunidad posee sólo 1 metro de elevación sobre el nivel del mar, convirtiéndola una zona proclive a las inundaciones. Su población se compone de menos de doscientos habitantes. Esta comunidad se localiza a treinta y cuatro kilómetros de Nueva Orleans la principal ciudad de todo el estado, y a 521 kilómetros del aeropuerto internacional más cercano, el (IAH) Houston George Bush Intercontinental Airport.